# プラトン
プラトン（プラトーン、古代ギリシア語: Πλάτων、古代ギリシア語ラテン翻字: Plátōn、羅: Plato、紀元前427年 - 紀元前347年）は、古代ギリシアの哲学者である。ソクラテスの弟子にして、アリストテレスの師に当たる。
プラトンの思想は西洋哲学の主要な源流であり、哲学者ホワイトヘッドは「西洋哲学の歴史とはプラトンへの膨大な注釈である」という趣旨のことを述べた。『ソクラテスの弁明』や『国家』等の著作で知られる。現存する著作の大半は対話篇という形式を取っており、一部の例外を除けば、プラトンの師であるソクラテスを主要な語り手とする。
青年期はアテナイを代表するレスラーとしても活躍し、イストミア大祭に出場した他、プラトンという名前そのものがレスリングの師から付けられた仇名であると言われている。

## 概説
プラトンは、師ソクラテスから問答法（弁証法）と、（「無知の知」や「行き詰まり」（アポリア）を経ながら）正義・徳・善を理知的かつ執拗に追求していく哲学者（愛知者）としての主知主義的な姿勢を学び、国家公共に携わる政治家を目指していたが、三十人政権やその後の民主派政権の惨状を目の当たりにして、現実政治に関わるのを避け、ソクラテス死後の30代からは、対話篇を執筆しつつ、哲学の追求と政治との統合を模索していくようになる。この頃既に、哲学者による国家統治構想（哲人王思想）や、その同志獲得・養成の構想（後のアカデメイアの学園）は温められていた。
40歳頃の第一回シケリア旅行にて、ピュタゴラス学派と交流を持ったことで、数学・幾何学と、輪廻転生する不滅の霊魂（プシュケー）の概念を重視するようになり、それらと対になった、感覚を超えた真実在としての「イデア」概念を醸成していく。
帰国後、アカデメイアに学園を開設し、初期末・中期対話篇を執筆。「魂の想起（アナムネーシス）」「魂の三分説」「哲人王」「善のイデア」といった概念を表明していく。また、パルメニデス等のエレア派にも関心を寄せ、中期後半から後期の対話篇では、エレア派の人物をしばしば登場させている。
後期になると、この世界そのものが神によってイデアの似姿として作られたものであるとか、諸天体は神々の「最善の魂」の知性（ヌース）によって動かされているといった壮大な宇宙論・神学的描写が出てくる一方、第一回シケリア旅行時にシュラクサイのディオンと知り合ったことを縁として、僭主ディオニュシオス2世が支配するシュラクサイの国制改革・内紛に関わるようになったことで、現実的な「次善の国制」を模索する姿勢も顕著になる。

## 生涯

### 少年・青年期
紀元前427年、アテナイ最後の王コドロスの血を引く一族の息子として、アテナイにて出生。
当時の名門家では文武両道を旨とし知的教育と並んで体育も奨励された。プラトンの本名は不明であるが、祖父の名にちなんで「アリストクレス」と命名されたのではないかと推測されている。ただし、現存する資料において確たる証拠はない。体格が立派であったため、
レスリング（パンクラチオン）の師匠であるアルゴスのアリストンに「プラトン」と呼ばれ、以降そのあだ名が定着した（古希: πλατύς＝広い) 。
ただしこれには異説もあり、文章表現の豊かさから名付けられたという説や、額が広かったから名付けられたという説を唱える著者もいる。以降、彼はこの名前を使うため、後世の資料には、プラトンの表記のみが残っている。
彼のレスリングの業績について、アリストテレスの弟子（したがってプラトンの孫弟子）であるメッセネのディカイアルコスは、『哲学者伝』第一巻において、プラトンはイストミア大祭に「出場」したと述べている（「優勝」ではない）。この記述は後世になるほど誇張され、アプレイウスはプラトンの出場リストにピューティア大祭を付け加えた他、古代末期の著者不明の書物ではオリュンピュア大祭（古代オリンピック）とネメア大祭で「優勝」したとまで述べているものさえある。現代の研究者は一般にプラトンの古代オリンピックへの出場経験・優勝経験を疑問視しているが、紀元前408年のレスリング優勝者の名前が不明であること等から、優勝の可能性も完全なるゼロではないと指摘する研究者もいる。
若い頃はソクラテスの門人として哲学や対話術などを学びつつ、政治家を志していたが、三十人政権やその後の民主派政権における惨禍を目の当たりにし、現実政治に幻滅を覚え、国制・法律の考察は続けたものの、現実政治への直接的な関わりは避けるようになった。特に、紀元前399年、プラトンが28歳頃、アテナイの詩人メレトスの起訴によって、ソクラテスが「神々に対する不敬と、青年たちに害毒を与えた罪」を理由に裁判にかけられ、投票によって死刑に決せられ、毒杯を仰いで刑死したことが、その重要な契機となった。
その後、第一回シケリア旅行に出かけるまでの30代のプラトンは、最初期の対話篇を執筆しつつ、後に「哲人王」思想として表明される政治と哲学を結びつける構想や、後にアカデメイアの学園として実現される同志獲得・養成の構想を、既にこの頃、密かに温めていたことが、『第七書簡』等で告白されている。
なお、アリストテレスによれば、プラトンは若い頃、ソクラテスよりもまず先に、対話篇『クラテュロス』にも題して登場させているクラテュロスに、ヘラクレイトスの自然哲学を学び、その「万物流転」思想（感覚的事物は絶えず流転しているので、そこに真の認識は成立し得ない）に、生涯に渡って影響を受け続けたという。

### 第一回シケリア旅行
この後、紀元前388年（-紀元前387年）、39歳頃、プラトンはアテナイを離れ、イタリア、シケリア島（1回目のシケリア行）、エジプトを遍歴した。この時、イタリアでピュタゴラス派およびエレア派と交流をもったと考えられている。また、20歳過ぎの青年ディオンに初めて会ったのも、この時である。
『ギリシア哲学者列伝』第3巻第1章18節-21節には、この際プラトンは、シュラクサイの僭主ディオニュシオス1世（下述するディオニュシオス2世の父）とも交際したが、口論となって僭主の機嫌を損ね、ラケダイモン（スパルタ）人へと売り飛ばされ、アイギナ島で死刑か奴隷売買の危機に遭ったが、キュレネ派のアンニケリスに救われたという説が紹介されているが、真相は定かではない。

### 学園開設
紀元前387年、40歳頃、プラトンはシケリア旅行からの帰国後まもなく、アテナイ郊外の北西、アカデメイアの地の近傍に学園を設立した。そこはアテナイ城外の森の中、公共の体育場が設けられた英雄アカデモスの神域であり、プラトンはこの土地に小園をもっていた。場所の名であるアカデメイアがそのまま学園の名として定着した。アカデメイアでは天文学、生物学、数学、政治学、哲学等が教えられた。そこでは対話が重んじられ、教師と生徒の問答によって教育が行われた。
紀元前367年、プラトン60歳頃には、アリストテレスが17歳の時にアカデメイアに入門し、以後、プラトンが亡くなるまでの20年間学業生活を送った。プラトン没後、その甥のスペウシッポスが跡を継いで学頭となり、アリストテレスはアカデメイアを去った。

### 第二回シケリア旅行
紀元前367年（-紀元前366年）、60歳頃、ディオンらの懇願を受け、シケリア島のシュラクサイへ旅行した（2度目のシケリア行）。シュラクサイの若き僭主ディオニュシオス2世を指導して哲人政治の実現を目指したが、プラトンが到着して4ヶ月後に、流言飛語によってディオンは追放されてしまい、不首尾に終わる。

### 第三回シケリア旅行
紀元前361年（-紀元前360年）、66歳頃、ディオニュシオス2世自身の強い希望を受け、3度目のシュラクサイ旅行を行うが、またしても政争に巻き込まれ、今度はプラトン自身が軟禁された。この時プラトンは、友人であるピュタゴラス派の政治家アルキュタスの助力を得て、辛くもアテナイに帰ることができた。
シュラクサイにおける哲人政治の夢は紀元前353年、プラトンが74歳頃、ディオンが54歳にして政争により暗殺されたことによって途絶えた。

### 最期
プラトンは晩年、著述とアカデメイアでの教育に力を注ぎ、紀元前347年（紀元前348年とも）、80歳で没した。
遺体はアカデメイア内に埋葬された。2024年に解読されたパピルス（ヘルクラネウム・パピルスのピロデモスの著作）には、その具体的な場所が記されている。同パピルスには、最期の夜の様子や、奴隷として売られた状況についても記されている。

## 哲学

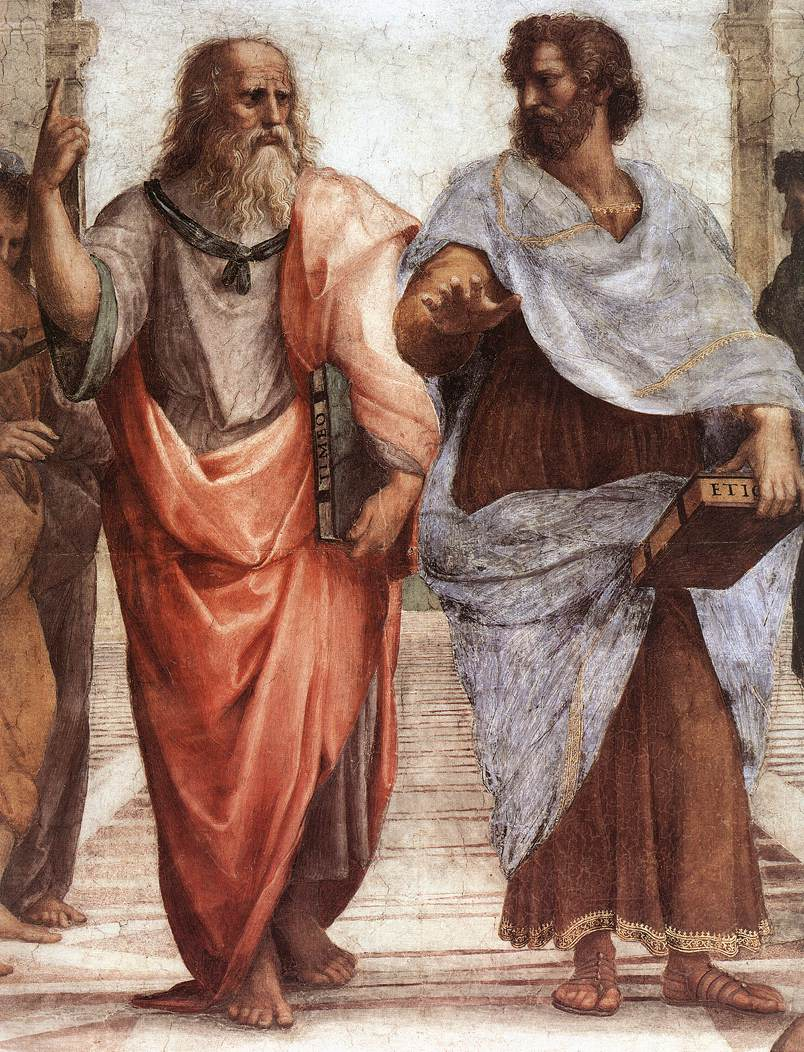
ラファエロ画「アテナイの学堂」 フレスコ画。なお、これはレオナルド・ダ・ヴィンチ自画像がモデルとされる。

### イデア論
一般に、プラトンの哲学はイデア論を中心に展開されると言われる。
最初期の対話篇を執筆していた30代のプラトンは、「無知の知」「アポリア（行き詰まり）」を経ながら、問答を駆使し、正義・徳・善の「単一の相」を目指して悪戦苦闘を続けるソクラテスの姿を描き、「徳は知識である」といった主知主義的な姿勢を提示するに留まっていたが、40歳頃の第一回シケリア旅行において、ピュタゴラス派と交流を持ったことにより、初期末の『メノン』の頃から、「思いなし」（思惑、臆見、doxa ドクサ）と「知識」（episteme エピステーメー）の区別、数学・幾何学や「魂」との結びつきを明確に打ち出していくようになり、その延長線上で、感覚を超えた真実在としての「イデア」の概念が、中期対話篇から提示されていくようになった。
生成変化する物質界の背後には、永遠不変のイデアという理想的な範型があり、イデアこそが真の実在であり、この世界は不完全な仮象の世界にすぎない。不完全な人間の感覚ではイデアを捉えることができず、イデアの認識は、かつてそれを神々と共に観想していた記憶を留めている不滅の魂が、数学・幾何学や問答を通して、その記憶を「想起」（anamnêsis、アナムネーシス）することによって近接することができるものであり、そんな魂が真実在としてのイデアの似姿（エイコン）に、かつての記憶を刺激されることによって、イデアに対する志向、愛・恋（erôs、エロース）が喚起されるのだとした。
こうした発想は、『国家』『パイドロス』で典型的に描かれており、『国家』においては、「太陽の比喩」「線分の比喩」「洞窟の比喩」などによっても例えられてもいる。プラトンは、最高のイデアは「善のイデア」であり、存在と知識を超える最高原理であるとした。哲学者は知を愛するが、その愛の対象は「あるもの」である。しかるに、ドクサ（思いなし、思い込み）を抱くにすぎない者の愛の対象は「あり、かつ、あらぬもの」である。このように論じてプラトンは、存在論と知識を結びつけている。
『パルメニデス』『テアイテトス』『ソピステス』『政治家』といった中期の終わりから後期にかけては、エレア派の影響も顕著になる。
『ティマイオス』では、この世界・宇宙は、善なる製作者（デミウルゴス）たる神によって、永遠なるイデアを範型として模倣・制作したものであることが語られる。『法律』では、諸天体が神々の「最善の魂」の知性（ヌース）によって動かされていることを説明する。

#### 問答法（弁証法・弁証術）
プラトンは、師ソクラテスから問答法（弁証法、ディアレクティケー）を受け継いだ。『プロタゴラス』『ゴルギアス』『エウテュデモス』といった初期対話篇では、専らソフィスト達の弁論術（レートリケー）や論争術（エリスティケー）と対比され、妥当性追求のための手段とされるに留まっていたそれは、中期の頃から対象を自然本性にしたがって「多から一へ」と特定するための推論技術として洗練されていき、数学・幾何学と並んで、「イデア」に近付くための不可欠な手段となる。
『国家』においては、数学的諸学と共に、「哲人王」が修めるべき教育内容として言及される。
『メノン』から中期にかけては「仮設（ヒュポテシス）法」、後期からは「分割（ディアイレシス）法」といった手法も登場する。
これらは後に、アリストテレスによって、「論理学」へと発展されることになる（『オルガノン』）。

#### 数学・幾何学
プラトンは、第一回シケリア旅行でピュタゴラス派と交流をしたことで、『メノン』以降、数学・幾何学を重視し、頻繁に取り上げるようになった。そしてこれらは、感覚を超えた真実在としての「イデア」概念を支える重要な根拠にもなった。
彼の学園アカデメイアにおいても、数学・幾何学が特に重視されたことはよく知られている。『国家』や『法律』においても、国制・法律を保全し、その目的である善を追求していく国家主導者としての「哲人王」や「夜の会議」構成員には必須の教育内容と述べられていて、数学を重視する姿勢は晩年まで一貫していた。

#### 天文学・自然学・神学
中期・後期にかけての対話篇においては、「イデア」論をこの世界・宇宙全体に適用する形で、自然学的考察がはかられていった。
初期の『ゴルギアス』においても既に、ソクラテスとカリクレスの問答を通して、「自然」（ピュシス）と「社会法習」（ノモス）の（「善」を目的とするという点での）一体性に、言及されているが、中期の『パイドン』では、アナクサゴラスの自然哲学を、「万物の根本原因」を「ヌース」（知性・理性）であると言っていながら、それをうまく説明できずに実際には各現象の部分的な構造説明に終始していると非難しつつ、プラトン等の求めているものがまさしくそうした世界全体・宇宙全体を覆う「万物の根本原因」であり、それに基づく「万物を貫く共通の善」であることが強調される。
『パイドロス』では、3つ目に提示された物語において、天球を駆け、その外側のイデアを観想する神々と魂の姿が描かれ、後期の『政治家』では、エレアからの客人によって神々による天体の統治についての物語が、『ティマイオス』ではティマイオスによって、超越的な善なる創造神デミウルゴスによって、この宇宙が彼の似姿として生み出されたことが、語られる。
そして、最後の対話篇である『法律』では、第10巻を丸々使って、無神論に対する反駁や、諸天体は神々の「最善の魂」、その知性（ヌース）によって動かされていること、神々は人間を配慮していて宇宙全体の善を目指していること等の論証を行う。これは、プラトンにとっての「神学論」であると同時に、歴史上初の「自然神学」（哲学的神学）であるとされる。
このように、プラトンにとっては、自然・世界・宇宙と神々は、不可分一体的なものであり、そしてその背後には、善やイデアがひかえている。
こうした発想は、アリストテレスにも継承され、『形而上学』『自然学』『天体論』などとして発展された。

#### 魂論
プラトンの思想を語る上では、「イデア」と並んで、「魂」（プシュケー）が欠かせない要素・観点となっている。そして、両者は密接不可分に関連している。
初期の『ソクラテスの弁明』『クリトン』『プロタゴラス』『ゴルギアス』等においても既に、「魂を善くすること」や、死後の「魂」の行き先としての冥府などについて言及されていたが、第一回シケリア旅行においてピュタゴラス派と交流を持った後の、『メノン』以降の作品では、本格的に「魂」（プシュケー）が「イデア」と並んで話の中心を占め、その性格・詳細が語られていくようになっていく。
『メノン』においては、「（不死の）魂の想起」（アナムネーシス）がはじめて言及され、「学ぶことは、想起すること」という命題が提示される。中期の『パイドン』においては、「魂の不死」について、問答が行われる。
『国家』においては、理知、気概、欲望から成る「魂の三分説」が説かれ、末尾では「エルの物語」が語られる。『パイドロス』においては、「魂」がかつて神々と共に天球を駆け、その外側の「イデア」を観想していた物語が語られる。
後期末の『法律』第10巻では、「魂」こそが運動の原因であり、諸天体は神々の「最善の魂」によって動かされていることなどが述べられる。
このようにプラトンの思想においては、「魂」の概念は「善」や「イデア」と対になり、その思想の根幹を支える役割を果たしている。
なお、アリストテレスも、『霊魂論』において、「魂」について考察しているが、こちらは感覚・思考機能を司るものとして、今日で言うところの脳科学・神経科学的な趣きが強い考察となっている。

#### 倫理学
プラトンは、師ソクラテスから、「徳は知識である」という主知主義的な発想と、問答を通してそれを執拗に追求していく愛智者（哲学者）としての姿勢を学んだ。初期のプラトンは、そうした師ソクラテスが、正義・徳・善などの「単一の相」を目指して悪戦苦闘を続ける様を描いていたが、第一回シケリア旅行におけるピュタゴラス派との交流を経て、中期以降の対話篇では、その目指されるべきものが、「善のイデア」であるという方向性で、固まっていった。
『国家』においては、国家の守護者たる「哲人王」が目指すべきものとして「善のイデア」が提示され、その説明のために「太陽の比喩」「線分の比喩」「洞窟の比喩」が示された。
後期末の『法律』においては、第10巻にて、神々は人間を配慮しており、その配慮は宇宙全体の善を目指しているのだということが論証され、第12巻においては、「哲人王」に代わる、国制・法律保全、及びその目的である「善」達成のための機構としての「夜の会議」の構成員もまた、「哲人王」と同じような教育と資質が求められることが述べられる。
こうしてプラトンは、人間が「自然」（ピュシス）も「社会法習」（ノモス）も貫く「善のイデア」を目指していくべきであるとする倫理観をまとめ上げた。
そしてこの倫理観は、『国家』『法律』において、「哲人王」「夜の会議」と関連付けて述べられていることが示しているように、プラトンの政治学・法学の基礎となっている。
アリストテレスもまた、『形而上学』から『倫理学』を、『倫理学』から『政治学』を導くという形で、そして、「最高の共同体」たる国家の目的は「最高善」であるとして、プラトンのこうした構図をそのまま継承・踏襲している。

#### 政治学・法学
プラトンが、若い頃から一貫して政治・国制・法律に対する強い関心を持ち続け、晩年に至るまでその考察を続けていたこと、また、彼にとって政治と哲学は不可分な関係にあり、両者の統合を模索し続けていたことは、彼の一連の著作の内容や『第七書簡』のような書簡の文面からも明らかである。
アテナイにおける三十人政権や、その後の民主派政権の現実を目の当たりにして、現実政治に幻滅し、直接関わることは控えていたが、そんな30代で書いた初期の『ソクラテスの弁明』『クリトン』でも既に、国家・国制・法律のあるべき姿を描こうとする姿勢が顕著であり、『ゴルギアス』においては、真の「政治術」とは、「弁論術」（レートリケー）のような「迎合」ではなく、「国民の魂を善くする」ことであらねばならず、ソクラテスただ1人のみが、そうした問題に取り組んでいたのだということを、描き出している。
このように、プラトンは当初から政治と哲学の統合を模索しており、中期以降に示される「哲人王」思想や、後にアカデメイアの学園として実現される同志獲得・養成の構想を、この頃既に持っていたことが、『第七書簡』でも述べられている。そして、第一回シケリア旅行にて、シュラクサイのディオンという青年に出会い、彼に自分の思想・哲学を伝授したことをきっかけとして、後にシュラクサイという現実国家の改革（及び内紛）にも、実際に携わっていくことになる。

プラトンの著作の中で群を抜いて圧倒的に文量の多い二書、10巻を擁する中期の『国家』と、12巻を擁する後期末の『法律』、この二書はその題名からも分かるように、いずれも国家・国制・法律に関する書である。こうしたところからも、プラトンがいかにこの分野に強い志向・情熱を持っていたかが窺える。
この二書はいずれも、「議論上で、理想国家を一から構築していく試み」という体裁が採られている。
『国家』では、「哲人王」思想が披露される他、
- 「優秀者支配制」（アリストクラティア[注 8]） - 「理知」優位[14]
- 「名誉支配制」（ティモクラティア[注 9]） - 「気概」優位[14]
- 「寡頭制」（オリガルキア[注 10]）- （富への）「欲望」優位[15]
- 「民主制」（デモクラティア） - （自由への）「欲望」優位[16]
- 「僭主独裁制」（テュランニス）

という5つの国制の変遷・転態の様を描いたり、「妻女・子供の共有」や、俗に「詩人追放論」と表現されるような詩歌・演劇批判を行っている。

（なお、『国家』と『法律』の中間には、両者をつなぐ過渡的な対話篇として、後期の『政治家』がある。ここでは、現実の国制として、
- 「王制」（バシレイア） - 法律に基づく単独者支配
- 「僭主制」（テュランニス） - 法律に基づかない単独者支配
- 「貴族制」（アリストクラティア[注 11]） - 法律に基づく少数者支配
- 「寡頭制」（オリガルキア） - 法律に基づかない少数者支配
- 「民主制」（デモクラティア） - 多数者支配（法律に基づくか否かでの区別無し）

が挙げられ、
- 上記の諸国制とは異なる、知識・技術と善への志向を持った「哲人王」による理想政体実現の困難さ
- 法律の不十分性と有用性
- 上記の現実的国制の内、法律が順守された際には、「単独者支配」「少数者支配」「多数者支配」の順でマシな体制となり、逆に、法律が軽視された際には、「多数者支配」「少数者支配」「単独者支配」の順でマシな体制となる

|      | 法律遵奉時           | 法律軽視時           |
| ---- | -------------------- | -------------------- |
| 最良 | 単独者支配（王制）   | 多数者支配（民主制） |
| 中間 | 少数者支配（貴族制） | 少数者支配（寡頭制） |
| 最悪 | 多数者支配（民主制） | 単独者支配（僭主制） |

などが述べられ、現実的な「次善の国制」が模索されていく。）

『法律』では、その名の通り、専ら法律の観点から、より具体的・実践的・詳細な形で、各種の国家社会システムを不足なく配置するように、理想国家「マグネシア」の構築が進められる。第3巻においては、アテナイに代表される民主制と、ペルシアに代表される君主制という「両極」の国制が、いずれも衰退を招いたことを挙げ、スパルタやクレタのように、両者を折衷した
- 「混合制」

が望ましいことが述べられる。第10巻においては、無神論批判と敬神の重要性が説かれる。最終第12巻では、国制・法律の保全と、それらの目的である「善」の護持・探求のために、『国家』における「哲人王」に代わり、複数人の哲人兼実務者から成る「夜の会議」が提示され、話が終わる。

なお、アリストテレスは、『政治学』の第2巻において、上記二書に言及し、その内容に批判を加えているが、他方で、「善」を国家の目的としたり、プラトンを踏襲した国制の比較検討をするなど、プラトンの影響も随所に伺わせている。

#### 教育論
プラトンにとって、哲学・政治と密接に関わっている教育は、重大な関心事であり、実際40歳にしてアカデメイアに自身の学園を開設するに至った。
プラトンの教育論・教育観は、『国家』の2巻-3巻、6巻-7巻、及び『法律』の7巻に典型的に描かれているが、「徳は何であるか、教えうるのか」「徳の教師を自認するソフィスト達は何を教えているのか」等の関連論も含めれば、初期の頃からほぼ全篇に渡って教育論が展開されていると言っても過言ではない。
そして、総じて言えば、数学・幾何学や問答法（弁証法）を中心とした、「善のイデア」を見極めていける・目指していけるようにする教育、それをプラトンは国の守護者、指導者、立法者であるべき哲学者たちに必要な教育だと考えており、アカデメイアでもそうした教育が行われていた。

また、『第七書簡』においては、ディオニュシオス2世が半可通な理解で哲学の知識に関する書物を著したことを批判しつつ、「師資相承」のごとき、いわゆる「知の飛び火」論が展開されている。哲学（愛知）の営みが目指している真実在（イデア）へは、
1. 「名辞」（オノマ）
2. 「定義」
3. 「模造」
4. 「知識」

の4つを経由しながら、接近していくことになるが、これらはどれも真実在（イデア）そのものとは異なる不完全なものであり、「言葉」や「物体」を用いて、対象が「何であるか」ではなく「どういうものであるか」を差し出すものでしかない。そして、それらはその脆弱さゆえに、論駁家によって容易に操縦されてしまうものでもある。
したがって、哲学（愛知）の営みが目指している真実在（イデア）に関する知性は、教える者（師匠）と教えられる者（弟子）が生活を共にし、上記の4つを突き合わせ、好意に満ちた偏見も腹蔵もない吟味・反駁・問答が、一段一段、行きつ戻りつ行われる数多く話し合いによってはじめて、人間に許される限りの力をみなぎらせて輝き出すし、優れた素質のある人の魂から、同じく優れた素質のある人の魂へと、「飛び火によって点じられた燈火」のごとく生じさせることができるものであり、いやしくも真剣に真実在（イデア）を目指し、そうしたことをわきまえている哲学者（愛知者）であるならば、そうした特に真剣な関心事は、魂の中の最も美しい領域（知性）にそのまま置かれているし、それを知っていると称して、みだりに「言葉」という脆弱な器に、ましてや「書かれたもの」という取り換えも効かぬ状態に、それをあえて盛り込もうとはしない、というのがその論旨である。
これと同じ主旨の話は、『パイドロス』の末尾においても述べられている。

### 感性論・芸術論
プラトンは経験主義のような、人間の感覚や経験を基盤に据えた思想を否定した。感覚は不完全であるため、正しい認識に至ることができないと考えたためである。
また、『国家』においては、芸術（詩歌・演劇）についても否定的な態度を表している。視覚で捉えることができる美は不完全なものであり、完全な三角形や完全な円や球そのものは常住不変のイデアである。芸術はイデアの模倣にすぎない現実の事物をさらに模倣するもの、さらには事物の模倣にすぎないものに人の関心を向けさせるものである、として芸術に低い評価を下した。

## 著書
プラトンの著書として伝わるものには、対話篇と書簡がある。

### 編纂と真贋問題
プラトンの著作として伝承された文献の中には、真偽の疑わしいものや、多くの学者によって偽作とされているものも含まれている。
プラトンの著書の真贋はすでに紀元前のプトレマイオス朝アレクサンドリアの文献学者によって議論されている。アレクサンドリア出身で、ローマ帝国2代目皇帝ティベリウスの廷臣だったトラシュロスは、当時伝わっていたプラトンの著作群の中から真作と考えた36篇を抜き出し、ギリシア悲劇の四部作形式（悲劇三部作+サテュロス劇）にならい、以下のように、9編の4部作（テトラロギア）集にまとめた。
1. 『エウテュプロン』『ソクラテスの弁明』『クリトン』『パイドン』
2. 『クラテュロス』『テアイテトス』『ソピステス』『政治家』
3. 『パルメニデス』『ピレボス』『饗宴』『パイドロス』
4. 『アルキビアデスI』『アルキビアデスII』『ヒッパルコス』『恋敵』
5. 『テアゲス』『カルミデス』『ラケス』『リュシス』
6. 『エウテュデモス』『プロタゴラス』『ゴルギアス』『メノン』
7. 『ヒッピアス (大)』『ヒッピアス (小)』『イオン』『メネクセノス』
8. 『クレイトポン』『国家』『ティマイオス』『クリティアス』
9. 『ミノス』『法律』『エピノミス』『書簡集』

現在の「プラトン全集」は、慣行によりこのトラシュロスの全集に準拠しており、収録された作品をすべて含む。
現在、プラトンの真筆であると研究者の間で合意を得ている著作のうち、最も晩年のものは『法律』である。ここでは『国家』と同じく、政治とは何かということが語られ、理想的な教育についての論が再び展開されるが、哲人王の思想は登場しない。また、特筆すべきことに『法律』ではソクラテスではなく無名の「アテナイから来た人」が語り手を務める。多くの研究者は、この「アテナイからの人」をプラトン自身とみなし、この語り手の変化は、プラトンがソクラテスと自分との思想の違いを強く自覚するに至ったことを示唆しており、そのゆえにソクラテスを登場させなかったのだと考えている。
『法律』の続編として書かれたであろう『エピノミス』（『法律後篇』）では哲人王の思想が再び登場するが、『ティマイオス』の宇宙観と『エピノミス』の宇宙観が異なること、文体の乱れなどから、ほとんどの学者は『エピノミス』を弟子あるいは後代の偽作としている。ただし『エピノミス』は最晩年のプラトンがその思想を圧縮して書き残したものだと考えている学者も少数ながら存在する。

### 印刷と普及
古代にトラシュロス等によって編纂されたプラトンの著作は、写本によって継承されてきたが、一般に普及するようになったのは、ルネサンス期に入り、印刷術・印刷業が確立・発達した15-16世紀以降である。
当時、様々な印刷工房によって古典的著作が出版されたが、中でもスイス（ジュネーヴ）のアンリ・エティエンヌ（ラテン語名ヘンリクス・ステファヌス）の印刷工房によって、1578年に出版されたプラトン全集の完成度が高く、現在でも「ステファヌス版」として、標準的な底本となっている。これはページごとにギリシャ語原文とラテン語訳文の対訳が印刷されたものであり、各ページには、10行ごとにA, B, C... とアルファベットが付記されている。現在でも、プラトン著作の訳文には、「348A」「93C」といった数字とアルファベットが付記されることが多いが、これは「ステファヌス版」のページ数・行数を表している。
ただし、現在における翻訳出版においては、直接的には、イギリスの古典学者ジョン・バーネットの校本として、1900-1907年に「オクスフォード古典叢書」の一部として出版された、通称「バーネット版」等が底本として用いられることが多い。

### 執筆時期
19世紀末のキャンベルやルトスワフスキが開拓した文体統計学の手法（文章に使われる語彙や母音の連続などを調べる手法）により、現代では大半の作品の執筆時期について学者間の見解は一致している。特に、プラトンはイソクラテスの影響を受けて中期より文体を変えていることが分かっている。また、上記のトラシュロスが『クリトン』の後においた『パイドン』（ソクラテスの死の直前、ピュタゴラス学派の二人とソクラテスが対話する）は、中期の作品に属することが分かっている。ただし、いくつかの作品についてはその内容から執筆年代についての論争がある。

#### 初期-中期（30代-40代）
執筆推定年代については、まず、『ソクラテスの弁明』『クリトン』『ラケス』『リュシス』といった最初期の著作は、プラトンが30代後半の頃、すなわち紀元前388年-紀元前387年の第一回シケリア旅行に行く前に、書かれたものであるという見解で、概ね合意されている。
また、初期末の『メノン』、そして、『饗宴』『パイドン』といった中期の作品は、ピタゴラス学派の影響が色濃いこともあり、紀元前388年-紀元前387年の第一回シケリア旅行の後、またその直後の紀元前387年にアカデメイアの学園が開設された後に、すなわち40代になってから、数年の間に書かれたものであるという見解も、概ね合意されている。
両者の境界線にあるのが、『ゴルギアス』であり、これが書かれたのは第一回シケリア旅行の前であるという見解と、後であり『メノン』とほぼ同時期だという見解に分かれる。

#### 中期-後期（50代-60代）
続く『国家』『パイドロス』は、紀元前375年辺りの時期、すなわち50代で書いたと推定される。
中期末の『テアイテトス』は、紀元前368年-紀元前367年頃、プラトンが60歳頃、すなわち紀元前367年-紀元前366年の第二回シケリア旅行にて、シュラクサイの政争に巻き込まれる前後に書かれたものだと推定されている。
『テアイテトス』と内容的にも連続している後期対話篇『ソピステス』『政治家』などは、その後、プラトンが紀元前367年-紀元前366年の第二回シケリア旅行から帰って来て以降の、60代で書かれたと推定される。『ティマイオス』『クリティアス』は、その次に書かれた。

#### 最後期（70代）
後期末（最後）の対話篇である『法律』は、紀元前361年-紀元前360年の第三回シケリア旅行から帰国した後の、紀元前358年に書いたと推定される『第三書簡』や、紀元前352年に書いたとされる『第七書簡』『第八書簡』との内容的な関連性も見られるので、紀元前350年代半ばから、死去する紀元前347年に至るまでの70代に書かれたと推定される。
『法律』と同じく、最後期に分類される『ピレボス』も、同じく第三回シケリア旅行後の紀元前350年代、『法律』の直前ないし並行する形で執筆されたと推定される。

### 一覧

#### 初期
主にソクラテスの姿を描く。
- 『ソクラテスの弁明』（古希: Ἀπολογία Σωκράτους）
- 『クリトン』（古希: Κρίτων）
- 『エウテュプロン』（古希: Εὐθύφρων）
- 『カルミデス』（古希: Χαρμίδης）
- 『ラケス』（古希: Λάχης）
- 『リュシス』（古希: Λύσις）
- 『イオン』（古希: Ἴων）
- 『ヒッピアス (大)』（古希: Ιππίας Μείζων）
- 『ヒッピアス (小)』（古希: Ιππίας Ελάττων）
- 『プロタゴラス』（古希: Πρωταγόρας）
- 『エウテュデモス』（古希: Εὐθύδημος）
- 『ゴルギアス』（古希: Γοργάς）
- 『クラテュロス』（古希: Κρατύλος）
- 『メネクセノス』（古希: Μενέξενоς）
- 『メノン』（古希: Mενων）

#### 中期
イデア論、魂の想起説、「哲人王」思想を展開。
- 『饗宴』（古希: Συμπόσιον - シュンポシオン）
- 『パイドン』（古希: Φαίδων）
- 『国家』（古希: Πολιτεία - ポリテイア）
- 『パイドロス』（古希: Φαῖδρος）
- 『パルメニデス』（古希: Παρμενίδης）
- 『テアイテトス』（古希: Θεαίτητος）

#### 後期
イデア論に関する発展的・吟味的内容を扱う。「自然」「宇宙」論へとより一層踏み込む。現実的な「次善の国制」も模索。「哲人王」に代わり「夜の会議」を提示。
- 『ソピステス』（古希: Σοφιστής）
- 『政治家』（古希: Πολιτικός - ポリティコス）
- 『ティマイオス』（古希: Τίμαιος περὶ φύσεως）
- 『クリティアス』（古希: Κριτίας）　※未完
- 『ピレボス』（古希: Φίληβος）
- 『法律』（古希: Νόμοι - ノモイ）
- 『第七書簡』

### 邦訳
- 『プラトン全集』 田中美知太郎・藤沢令夫編、岩波書店（全14巻）、数度重刷。
著作の約半数は、数社で文庫化している。

## 後世への影響
プラトンの西洋哲学に対する影響は弟子のアリストテレスと並んで絶大である。
プラトンの影響の一例としては、ネオプラトニズムと呼ばれる古代ローマ末期、ルネサンス期の思想家たちを挙げることができる。「一者」からの万物の流出を説くネオプラトニズムの思想は、成立期のキリスト教やルネサンス期哲学、さらにロマン主義などに影響を与えた（ただし、グノーシス主義やアリストテレス哲学の影響が大きく、プラトン自身の思想とは様相が異なってしまっている）。
プラトンは『ティマイオス』の中の物語で、制作者「デミウルゴス」がイデア界に似せて現実界を造ったとした。この「デミウルゴス」の存在を「神」に置き換えることにより、1世紀のユダヤ人思想家アレクサンドリアのフィロンはユダヤ教とプラトンとを結びつけ、プラトンはギリシアのモーセであるといった。『ティマイオス』は西ヨーロッパ中世に唯一伝わったプラトンの著作であり、プラトンの思想はネオプラトニズムの思想を経由して中世のスコラ哲学に受け継がれる。
アトランティス伝説の由来は『ティマイオス』および『クリティアス』によっている。
カール・ポパーは、プラトンの『ポリティア』などに見られる設計主義的な社会改革理論が社会主義や国家主義の起源となったとして、プラトン思想に潜む全体主義を批判した。